# Antialcida
Antialcida (in greco antico: Ἀντιαλκίδας ὁ Νικηφόρος?, Antialkídas ho Nikēphóros) fu un sovrano indo-greco che regnò dal 115 al 95 a.C., governando dalla città di  Taxila.
È stato il primo occidentale a convertirsi all'Induismo.

## Genealogia
Antialcida potrebbe essere un parente del re greco-battriano Eliocle I, ma governò dopo la caduta del regno greco-battriano. Diversi re successivi potrebbero essere stati imparentati con Antialcide, come Eliocle II, che hanno tutti battuto monete con caratteristiche simili.

## Documentazione
Sebbene le fonti per la tarda storia indo-greca siano poche, Antialcida è conosciuto grazie a un'iscrizione lasciata su una colonna, la cosiddetta colonna di Eliodoro, eretta nel 110 a.C. dal suo ambasciatore Eliodoro alla corte del re Shunga Bhagabhadra a Vidisha, vicino a Sanchi. Qui il re viene menzionato come Antalikita e vi si legge inoltre che egli era un devoto di Visnù, il dio indù. L'ambasciatore, dal nome chiaramente greco, si definisce bhagavata, ossia "adoratore" di Vasudeva
Una parte dell'iscrizione dice che: